# Evangelisch-Lutherisches Dekanat Passau
Das Evangelisch-Lutherische Dekanat Passau ist eines der achtzehn Dekanate des Kirchenkreises Schwaben-Altbayern. Bis zu dessen Fusion 2025 gehörte es dem Kirchenkreis Regensburg an. Zurzeit übt Jochen Wilde das Amt des Dekans aus.
Das Gebiet des Dekanats reicht vom Bayerischen Wald bis kurz vor die Stadt Landshut. Neben der Stadt Passau, dem Sitz des Dekanats, umfasst sein Gebiet auch die Landkreise Passau, Rottal-Inn und Freyung-Grafenau. Im Dekanatsbezirk leben rund 26.000 evangelische Christen in 16 Kirchengemeinden.
Der Dekanatsbezirk ist ein Diasporagebiet. Lediglich im Gebiet der ehemaligen Reichsgrafschaft Ortenburg findet man evangelische Traditionen seit der Reformationszeit. Dort wurde 1563 von Graf Joachim die Reformation eingeführt. Die Kirchengemeinde in Passau entstand 1834 als Tochtergemeinde von Ortenburg. Bis 1945 entstanden auch in Pfarrkirchen, Spiegelau, Vilshofen und Eggenfelden evangelische Gemeinden. Nachdem sich durch den Zuzug von Vertriebenen die Zahl der Protestanten verzehnfacht hatte, wurde 1948 das Dekanat durch Ausgliederung aus dem Dekanat Regensburg gegründet. Erster Dekan war Heinrich Grießbach (bis 1959). Von 1977 bis 1994 amtierte Albert Strohm als Dekan.

## Kirchengemeinden
Folgende 16 Kirchengemeinden gehören zum Dekanatsbezirk:
- Aidenbach
- Bad Füssing
- Bad Griesbach, Emmauskirche
- Eggenfelden, Reformations-Gedächtnis-Kirche
- Freyung
- Fürstenzell
- Gangkofen
- Grafenau
- Ortenburg, Marktkirche, St. Laurentius
- Passau-St. Johannes
- Passau-St. Matthäus, Stadtpfarrkirche St. Matthäus
- Pfarrkirchen
- Pocking
- Simbach am Inn
- Tann
- Vilshofen an der Donau